# キツネちゃん、何しているの?
キツネちゃん、何しているの?（朝: 여우야뭐하니）は、韓国MBCで2006年9月20日から11月9日まで放送されたテレビドラマ。全16話。ハイビジョン制作。

## 概要
9歳年の差カップルを描いたラブコメディで、2005年にヒットした『私の名前はキム・サムスン』の脚本を手がけたキム・ドウの作品である。

## 出演
- コ・ビョンヒ - コ・ヒョンジョン / 少女期：チェ・ジョンユン、ソ・ヘジン
成人向け男性誌「セシボン」の記者。33歳になるが恋愛経験はない。体調不良のためにいった産婦人科で子宮筋腫があることがわかり、ショックを受ける。オイ島で酔っぱらった勢いでチョルスとモーテルで関係してしまう。
- パク・チョルス - チョン・ジョンミョン
ビョンヒの幼なじみスンヘの弟。24歳の自動車整備工。ビョンヒに恋心を持っている。
- コ・ジュニ - キム・ウンジュ
ビョンヒの妹で25歳。ファッションモデル。スーパーモデルの大会に出場経験があり。
- ペ・ヒミョン - チョ・ヨヌ
泌尿器科の医師。「セシボン」の事務所でピョンヒ（下の名前だけの場合は日本語のカタカナあては清音化で表記）に出会う。「セシボン」の社長の後輩で、「セシボン」の記事の中の泌尿器関係の相談コーナーを気が進まないが引き受けることになる。
- パク・スンヘ - アン・ソニョン
ビョンヒの幼なじみでチョルスの姉。元夫の借金のせいで離婚。レンタルビデオと貸本屋を営む。
- チョ・スンナム - ユン・ヨジョン
ビョンヒとジュニの母。不動産取引資格をもち、不動産業をしている。
- パク・ピョンガク - ソン・ヒョンジュ
ブランド品輸入会社の社長。あだなは「ブルドッグ」。もとは田舎者の成り上がり。ワンマンで強引なところから、関係者、モデルたちに相当嫌がられている。
- ファン・ヨンギル - クォン・ヘヒョ
ビョンヒの勤める会社の社長。事務所の冷房や冷蔵庫の氷をケチる。

## スタッフ
- 脚本 -  キム・ドウ
- 演出 -  クォン・ソクチャン

- 挿入歌 -キム・ジュンフィ(空の上でも)

## 視聴率
| Ep.  | 放送日     | 全国   |
| ---- | ---------- | ------ |
| 1    | 2006-09-20 | 17.8％ |
| 2    | 2006-09-21 | 18.5％ |
| 3    | 2006-09-27 | 18.5％ |
| 4    | 2006-09-28 | 20.3％ |
| 5    | 2006-10-04 | 18.0％ |
| 6    | 2006-10-05 | 17.6％ |
| 7    | 2006-10-11 | 16.4％ |
| 8    | 2006-10-12 | 17.6％ |
| 9    | 2006-10-18 | 16.6％ |
| 10   | 2006-10-19 | 17.0％ |
| 11   | 2006-10-25 | 17.5％ |
| 12   | 2006-10-26 | 21.1％ |
| 13   | 2006-11-01 | 18.2％ |
| 14   | 2006-11-02 | 15.4％ |
| 15   | 2006-11-08 | 14.1％ |
| 16   | 2006-11-09 | 16.3％ |
| 平均 | 平均       | 17.5％ |

## 放送局
- 韓国 MBC
  - 2006年9月20日 - 11月9日

## 日本での放送
- KNTV 2007年2月17日 - 4月8日（土・日曜日 19:50 - ）
- WOWOW

- 2007年4月19日 - 2007年8月9日（字幕版、木曜日 20:00 - 、再放送火曜日 12:00 - ）
- 2007年10月4日 - （日本語吹替版、平日 14:50 - ）
- WOWOWでは私の名前はキム・サムスンは日本語吹替版が同時期に放送されたが、今作品では字幕版が先行して放送され、日本語吹替版は遅れての放送となった。